# The Inspector General
The Inspector General (De Inspecteur Generaal) is een Amerikaanse film (musical) uit 1949 met in de hoofdrol Danny Kaye. De film is gebaseerd op het satirische toneelstuk De Revisor van de Russische schrijver Nikolaj Gogol.

## Verhaal
De burgemeester van een kleine stad komt te weten dat een inspecteur-generaal incognito naar zijn stad wordt gestuurd om onderzoek te doen naar de corruptie in die stad. Uit alle macht wordt geprobeerd om de vele fraudegevallen recht te zetten of te verdoezelen.
Georgi is de handlanger van een oplichter die elixers verkoopt. Hij doet zich voor als een ernstig zieke man, die na het drinken van het elixer weer volledig genezen is en vol energie zit. Als hun oplichterij wordt ontdekt, worden ze weggejaagd, en gaan ze op weg naar het corrupte stadje. Daar wordt Georgi abusievelijk aangezien voor de inspecteur-generaal. De ene helft van de ambtenarij probeert hem te vermoorden, de andere helft probeert hem om te kopen. Georgi probeert intussen gewoon weg te komen. Als de echte inspecteur-generaal komt, is de verwarring compleet.

## Rolverdeling
| Acteur             | Personage           |
| ------------------ | ------------------- |
| Danny Kaye         | Georgi              |
| Walter Slezak      | Yakov               |
| Barbara Bates      | Leza                |
| Elsa Lanchester    | Maria               |
| Gene Lockhart      | De burgemeester     |
| Alan Hale- Kovatch |                     |
| Walter Carlett     | Kolonel Castine     |
| Rhys Williams      | Inspecteur-Generaal |

## Verschil met het origineel
De film is losjes gebaseerd op het toneelstuk ‘De Revisor’ van Nikolaj Gogol. Het stuk ging in première in St. Petersburg op 1 april 1836. De scenaristen verplaatsten de actie van het toenmalige Russische keizerrijk naar een niet nader omschreven corrupte regio van een onbekend land, dat is bezet door keizer Napoleon Bonaparte. In het toneelstuk van Gogol heeft Georgi een duidelijk andere rol. Hij maakt daar volop misbruik van de situatie door steekpenningen aan te moedigen en meisjes te verleiden. Het filmpersonage is echter een onschuldige man met een hart van goud, die alleen maar wil vluchten. Hierdoor verschuift de film van een politieke satire naar een klucht.

## Casting
Het verhaal staat volkomen in dienst van Danny Kaye die zijn gevoel voor acrobatiek, choreografie en zang kan uitleven. Dit is te zien in de scene waarin Kaye acrobatische toeren uithaalt  terwijl  hij worstelt met een pop op de militaire academie of als hij zijn beroemde taalnonsens aangevuld met zijn onnavolgbare mimiek kan botvieren.

## Muziek
De filmmuziek werd geschreven door Johnny Green die hiervoor een Golden Globe kreeg. De echtgenote van Danny Kaye, Sylvia Fine schreef de liedjes, "The Inspector General",  "Happy Times" en "The Gypsy Drinking Song."  die door haar man warden gezongen. Johnny Mercer werkte mee aan het laatstgenoemde nummer. 